# Wynn Stewart
Wynn Stewart, geboren als Wynnford Lindsey Stewart (Morrisville, 7 juni 1934 - 17 juli 1985), was een Amerikaanse countryzanger en songwriter.

## Jeugd
Wynn Stewart stamde uit een arme boerenfamilie, die op een gepacht stuk grond met moeite overleefde. Als scholier trad hij meermaals op bij de in Springfield gevestigde radiozender KWTO. In 1948 verhuisde de familie naar Californië, waar hij een band oprichtte en in de plaatselijke clubs speelde. Een carrière als honkbal-professional liep mis wegens zijn geringe lengte.

## Carrière
Hij speelde het klaar om de steelgitarist Ralph Mooney voor zijn band te strikken, die hij had leren kennen tijdens een talentenjacht. Mooney bleef twee decennia bij hem en bleef toonaangevend zijn sound kenmerken. In 1954 werden voor een klein label enkele singles opgenomen. De countryzanger Skeets McDonald werd opmerkzaam op Stewart en bemiddelde een platencontract bij Capitol Records.
Ofschoon hij reeds met zijn eerste single Waltz of the Angels de top 20 bereikte, bleven verdere successen uit. In 1958 wisselde hij naar Jackpot Records en een jaar later had hij met Wishful Thinking zijn eerste top 10-hit. Daarna bereikte zijn samen met Jan Howard gezongen song Wrong Company een middelmatige klassering in de hitlijst. Dit was de eerste van een reeks duetten en tegelijkertijd het begin van Jan Howards carrière. In 1961 verhuisde Wynn Stewart naar Las Vegas, waar hij mede-eigenaar werd van de Nasville Nevada Club en daar iedere avond op het podium stond. De jonge gitarist Merle Haggard uit zijn band, waarvoor hij de song Sing A Sad Song schreef, startte hier zijn carrière.
In 1963 moest de club wegens financiële redenen worden gesloten. Stewart verhuisde vervolgens naar Bakersfield en dan naar Los Angeles, waar hij opnieuw bij Capitol Records tekende. Hier lukte hem twee jaar later met It's Such a Pretty World Today zijn enige nummer 1-hit. Er volgden nog enkele top 10-hits en middelmatige klasseringen in de hitlijst. Toen de verkoopcijfers verminderden, nam hij afscheid van Capitol Records en wisselde naar RCA Victor en vervolgens naar Playboy Records. Slechts tijdens de eerste maanden kon hij hier evenaren aan zijn oude successen. Een essentiële reden was zijn ontbrekende besluitvaardigheid om aan de top te komen.
In 1976 verhuisde hij naar Nashville, waar hij bij verschillende labels trachtte om een comeback te maken in de hitlijst, echter in de meeste gevallen zonder succes. In 1978 richtte hij zijn eigen label WIN Records op, waarbij hij enkele middelmatige klasseringen in de hitlijstkon boeken.

## Privéleven en overlijden
Tijdens deze jaren had hij omvangrijke alcoholproblemen. Zijn huwelijk dreigde te stranden en zijn gezondheid liet te wensen over. In 1985, kort vooraf aan een tournee, waarmee hij een comeback wilde opstarten, overleed hij op 51-jarige leeftijd aan de gevolgen van een hartinfarct.

## Discografie

### Albums
Challenge Records
- 1961: Sweethearts Of Country Music met Jan Howard

Capitol Records
- 1965: The Songs Of Wynn Stewart
- 1967: It's Such A Pretty World Today
- 1968: In Love
- 1968: Love's Gonna Happen To Me
- 1968: Something Pretty
- 1969: Let The Whole World Sing It With Me
- 1969: Yours Forever
- 1970: You Don't Care What Happens To Me
- 1970: It's A Beautiful Day
- 1971: Baby, It's Yours

Playboy Records
- 1976: After The Storm

- Gemeinsame Normdatei: 134625757
- International Standard Name Identifier: 0000 0001 1050 8201
- Library of Congress Control Number: n90721039
- MusicBrainz: 333d6a30-5ea7-4ded-89ce-fdf0f6d0b0a3
- Nationale Bibliotheek van Tsjechië: mzk2005290034
- SNAC: w6gw10k4
- Virtual International Authority File: 31166529
- WorldCat: E39PBJtmpfcpV6rjpj97H3DjG3